# کلیسای زورآوور آستواتساتسین مقدس
کلیسای زورآوور آستواتساتسین مقدس (ارمنی: Զորավոր Սուրբ Աստվածածին եկեղեցի) یک کلیسای جامع حواری ارمنی واقع در ایروان، ارمنستان می‌باشد. ساخت و ساز این ساختمان سال ۱۶۹۴ میلادی به پایان رسید.

## نگارخانه

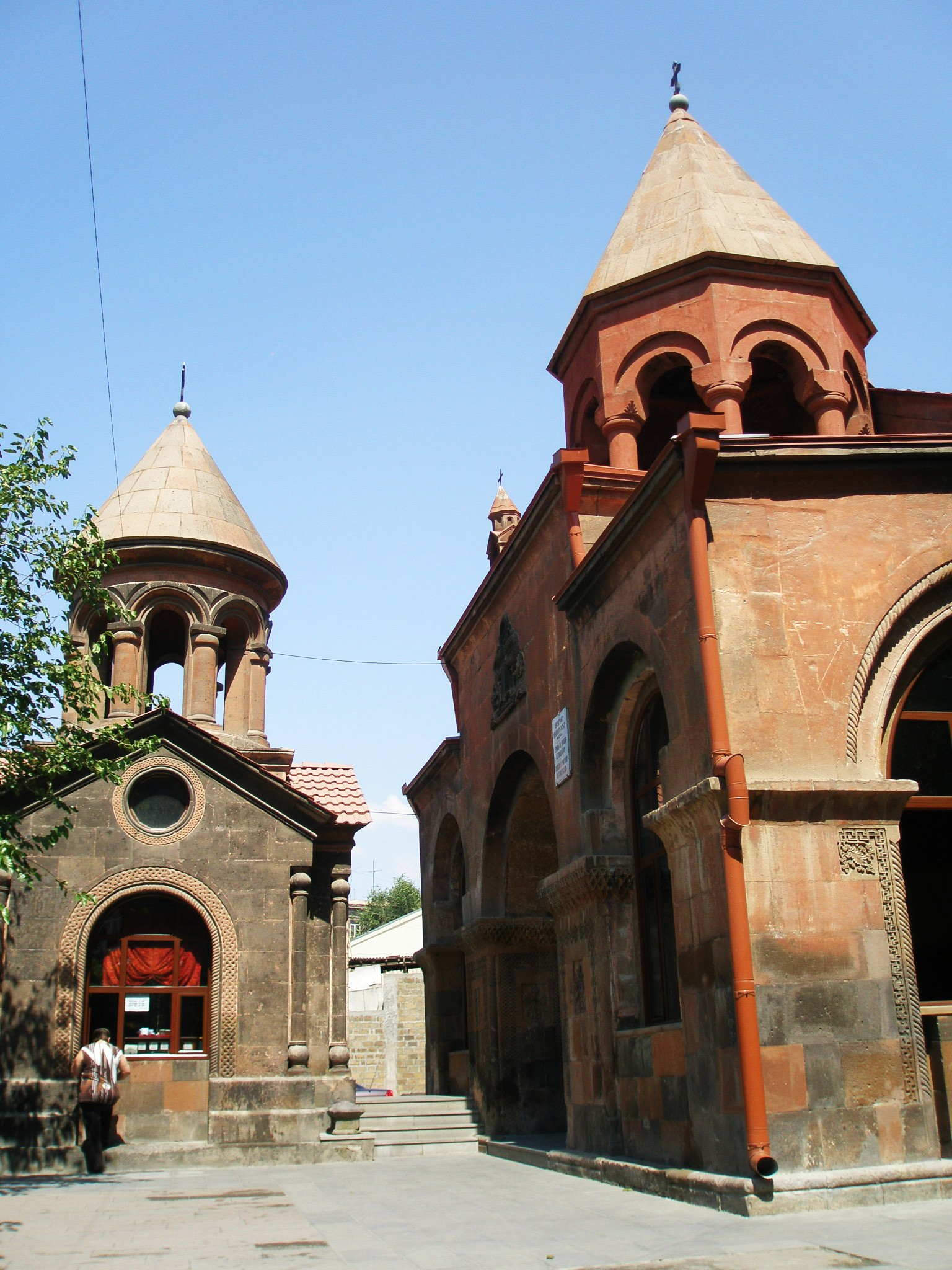
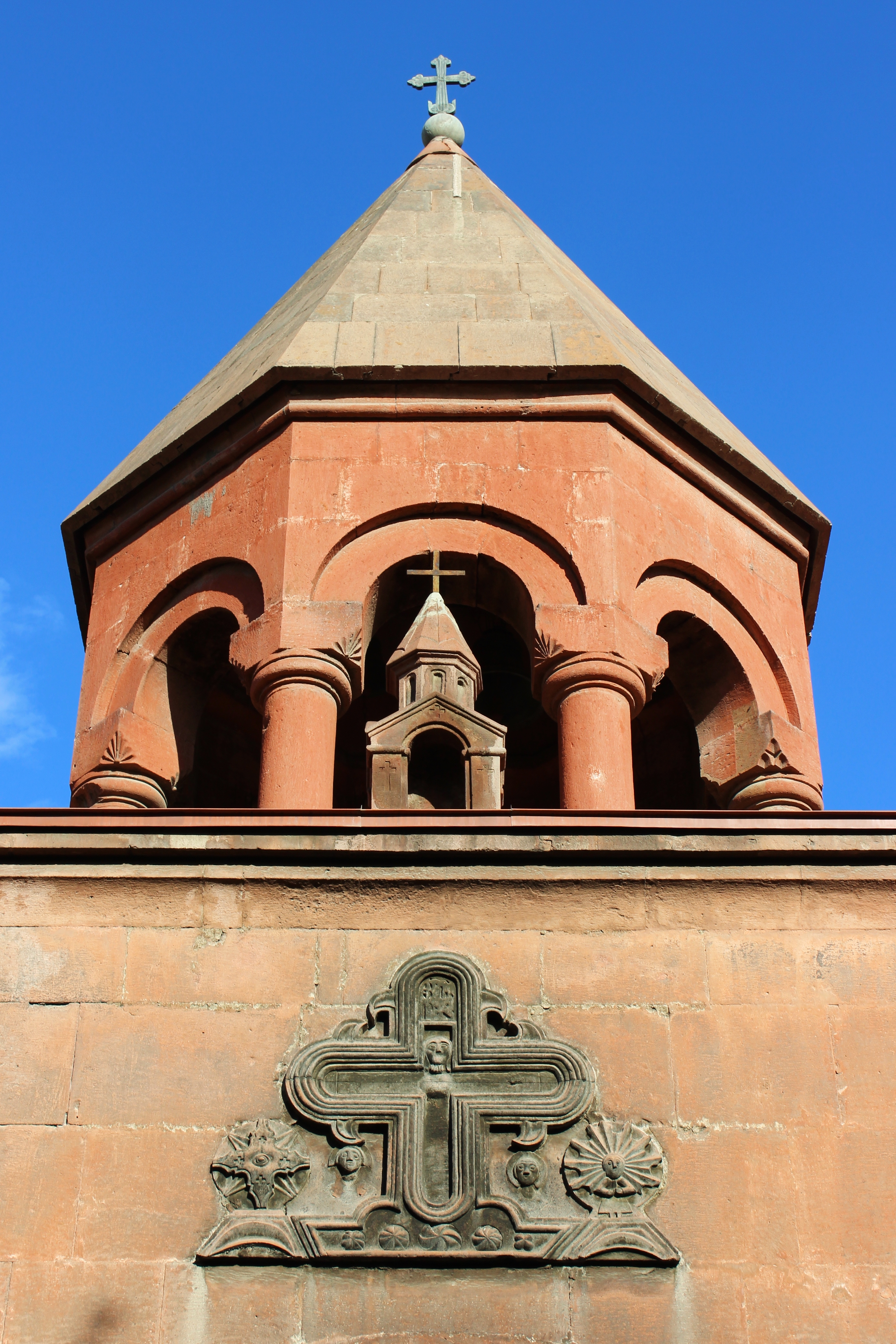
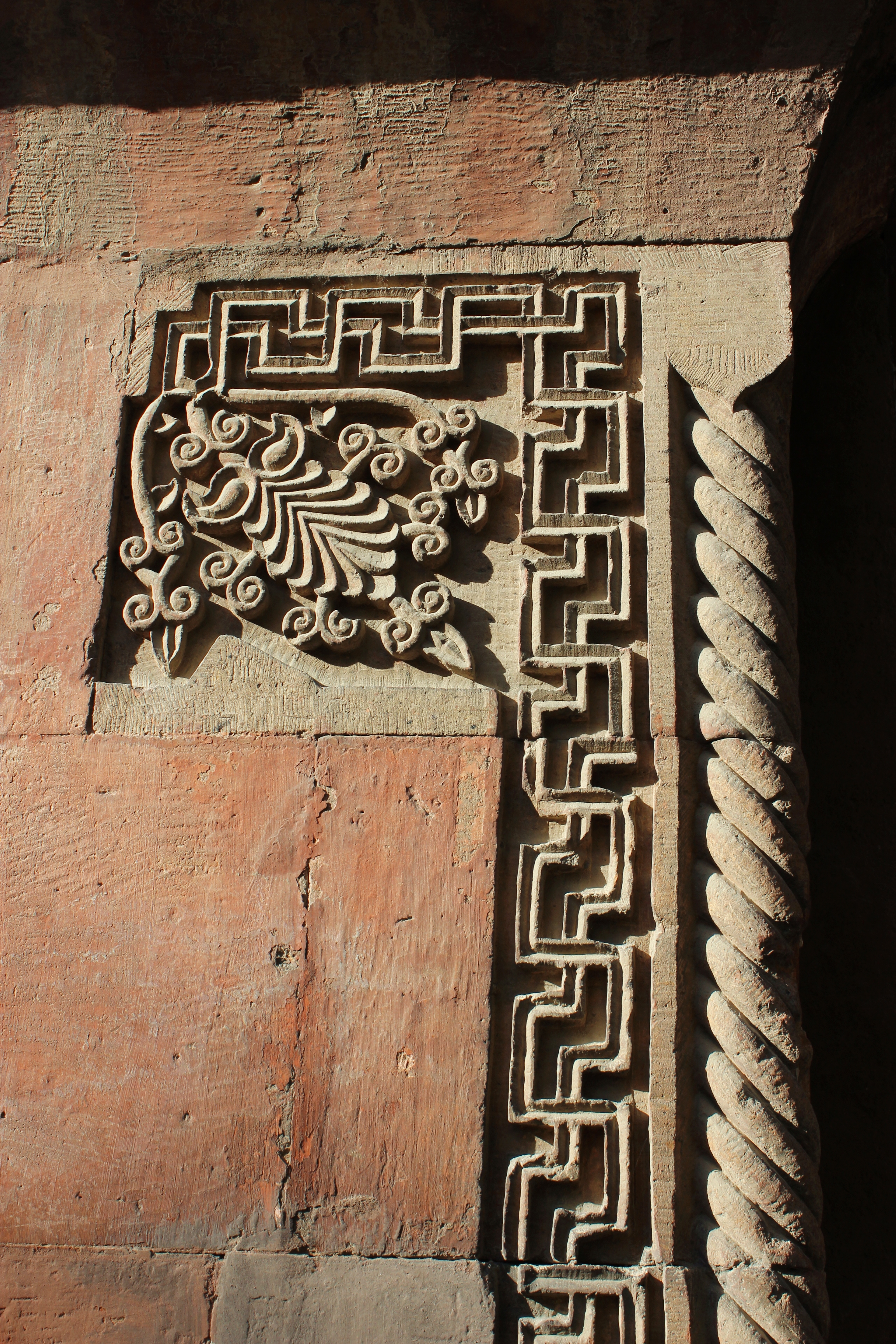
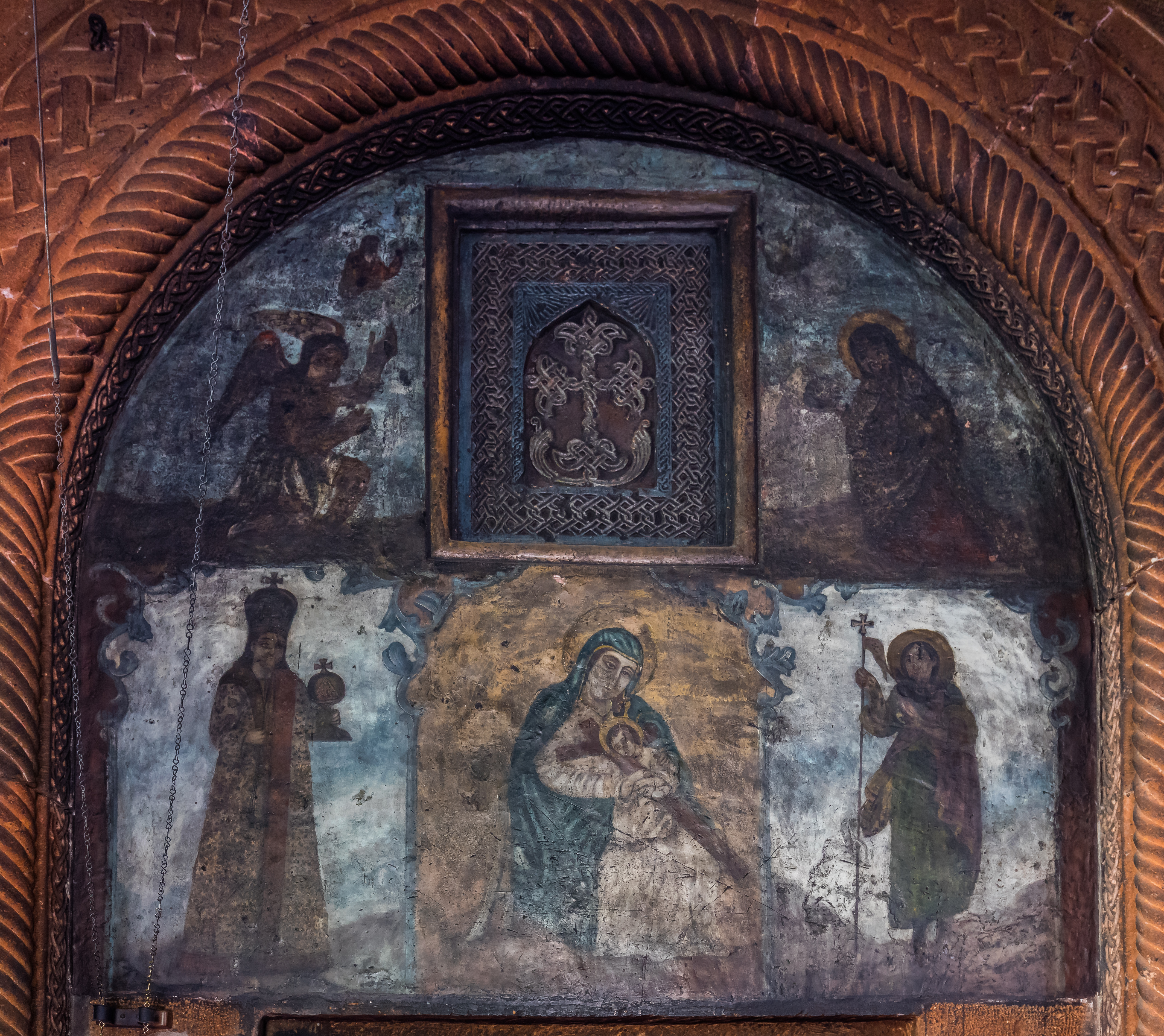
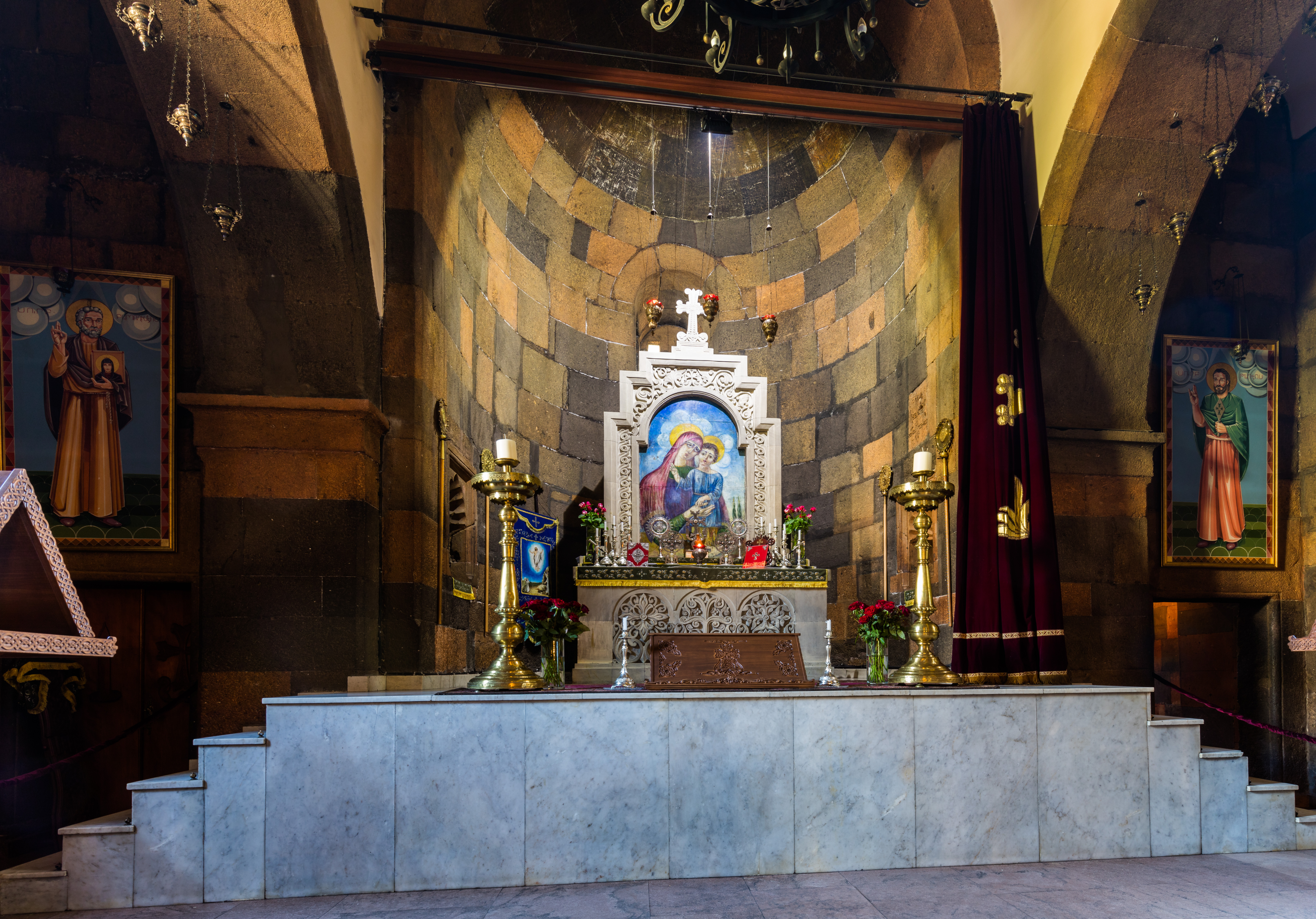
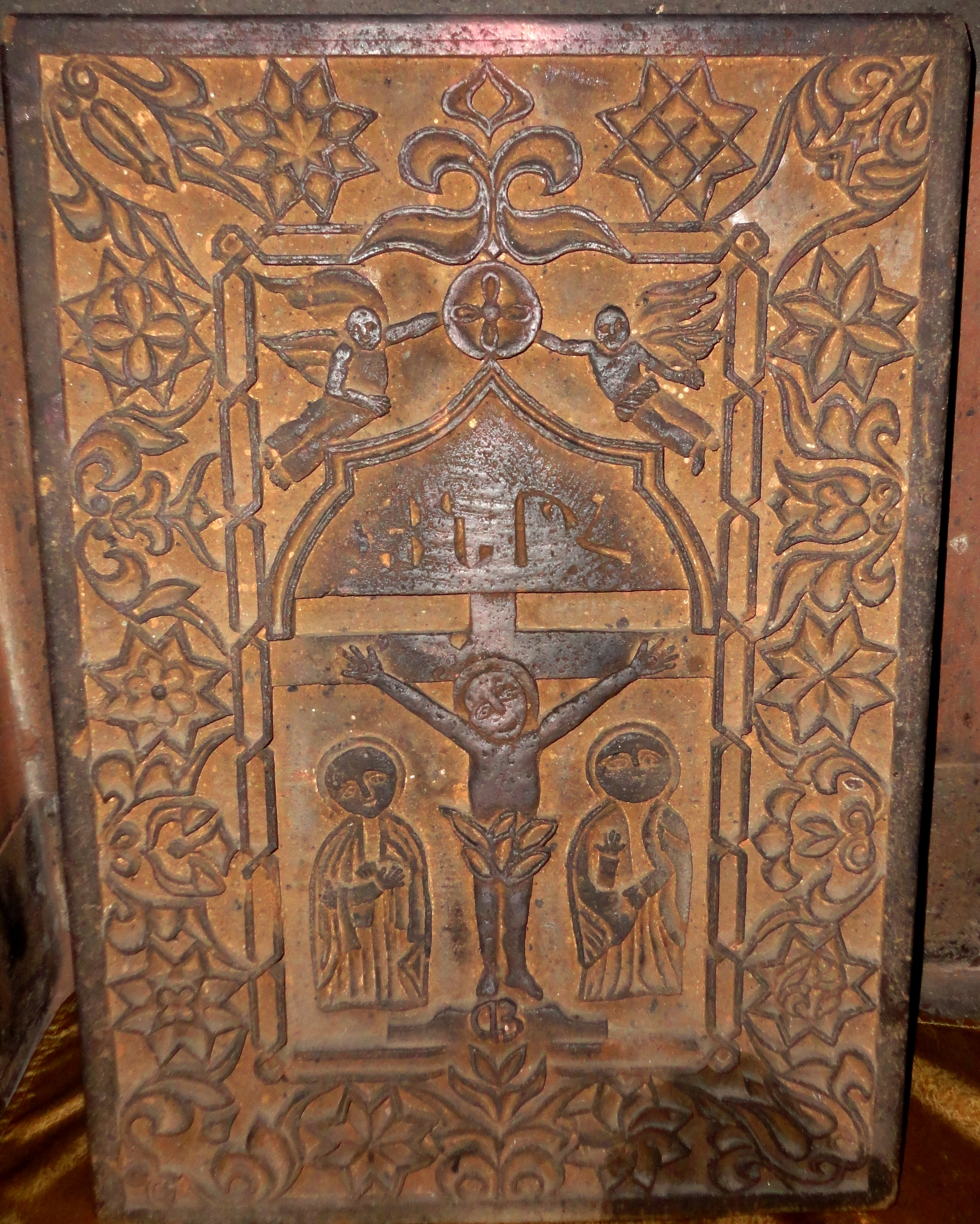
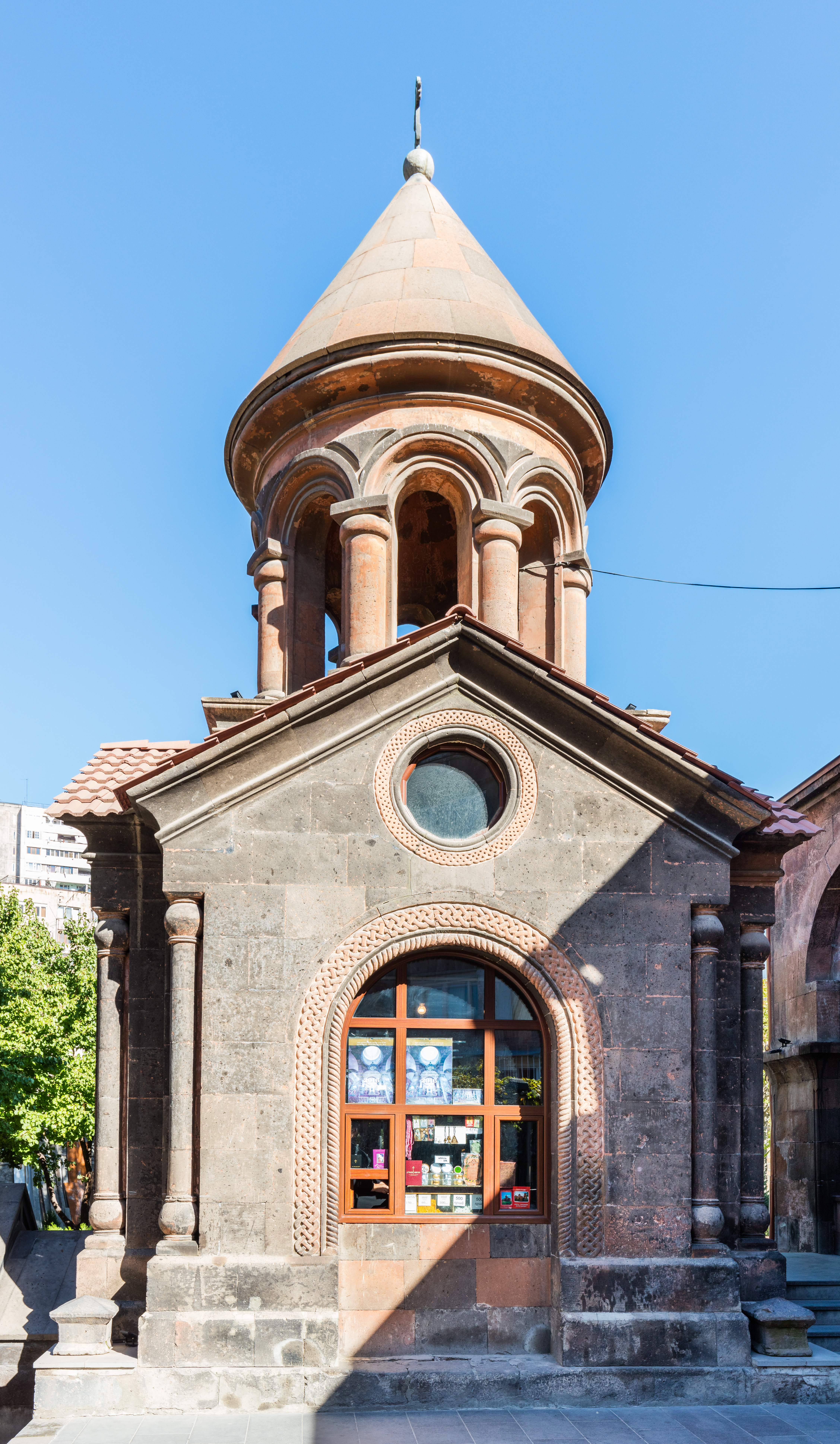
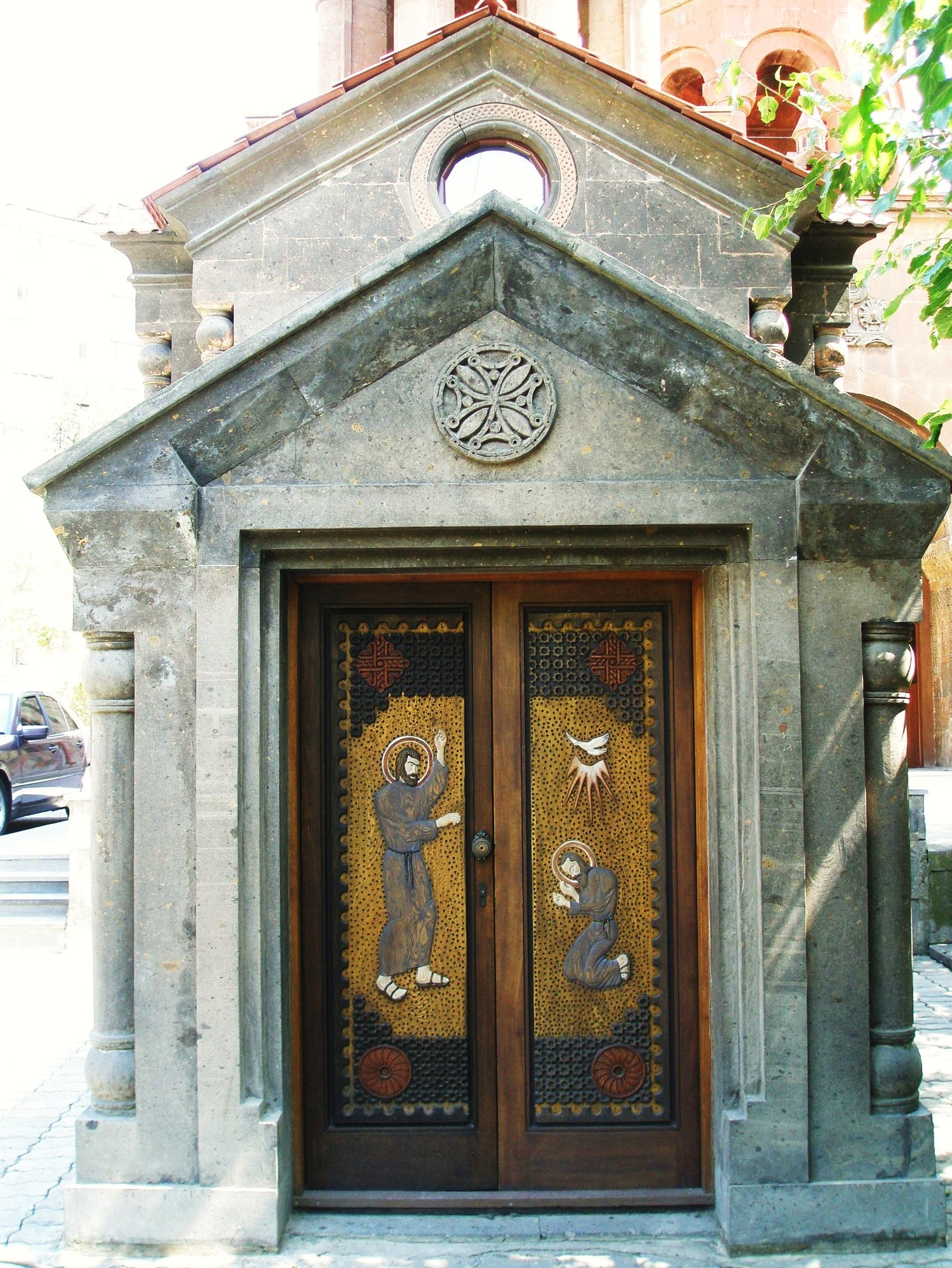